# Fernandes Alves Vieira
Fernandes Alves Vieira (Campo Grande, 6 de setembro de 1979) é um futebolista paralímpico brasileiro, que se posiciona como zagueiro. Atualmente, atua na seleção brasileira de futebol de 7, exclusiva a deficientes intelectuais; na qual representou seu país nos Jogos Olímpicos de Verão de 2016, no Rio de Janeiro.